# Missa dels pardals
La Missa dels pardals («Spatzenmesse»), la Missa brevis núm. 10 en do major, K. 220 (196b) fou composta per Wolfgang Amadeus Mozart el 1775 o 1776 a Salzburg.
La missa s'anomena Missa dels pardals per les figures que toca el violí a l'Hosanna del Sanctus, que es repeteixen després del Benedictus; aquest motiu melòdic "recorda el cant dels ocells". Podria haver estat interpretada el 7 d'abril de 1776 a la Catedral de Salzburg, durant la celebració de la missa de Pasqua. L'any següent, fou cedida al Monestir de Heiligenkreuz una còpia de l'obra.
La Missa dels pardals és la primera de les cinc misses que Mozart va compondre en la mateixa tonalitat, do major, com si ell mateix es fixés un repte compositiu. Per l'altra banda, Mozart va compondre quatre Missa brevis també en do major.
Karl Geiringer assenyala que aquesta missa fou un dels models utilitzats per Süssmayer en el moment de completar el Rèquiem de Mozart (K. 626).
ajust

## Estructura
L'obra es divideix en sis moviments.
1. "Kyrie" Allegro, do major, 4/4
2. "Glòria" Allegro, do Major, 3/4
3. "Credo" Allegro, do major, 4/4
—"Et incarnatus est.." Andante
—"Et resurrexit..." alegro
4. "Sanctus "Andante, do Major, 3/4
—"Pleni sunt caeli..." Allegro, 4/4
5. "Benedictus" Andante, sol major, 4/4
—"Osanna... "Allegro, do major
6. "Agnus Dei" Adagio, do major, 3/4
—"Dona nobis pacem..." Allegro, 4/4

L'obra està instrumentada per a quatre solistes (soprano, contralt, tenor i baix), cor mixt (a 4 veus), dues trompetes, tres trombons, timbales, corda i orgue, aquest últim s'encarrega del baix continu.
Fins i tot en una missa brevis, s'esperen conclusions fugades al Glòria i al Credo; però Mozart no ho fa en aquesta missa. Seguint l'exemple de Joseph Haydn (com a la Nicolaimesse) i de Michael Haydn, Mozart fa servir la música del "Kyrie" al "Dona nobis", recurs que Süssmayr també va usar en per completar el Rèquiem de Mozart. Per cert, el Rèquiem conté una cita gairebé literal d'aquesta missa en la part del "Requiem aeternam".